# 아트센터나비
아트센터나비는 디지털아트미술관이다. 현재 노소영이 관장을 맡고 있다.

## 같이 보기
- 서울특별시의 박물관과 미술관 목록